# Alois Pernička
Alois Pernička (15. ledna 1948, Třebíč – 28. listopadu 2018, Brno) byl český římskokatolický duchovní.

## Biografie
Alois Pernička se narodil v roce 1948 v Třebíči, v roce 1974 byl v Olomouci vysvěcen na jáhna a téhož roku pak v Brně přijal kněžské svěcení. Následně nastoupil do farnosti ve Vranově u Brna a posléze do farnosti v Pozořicích, na Staré Brno, do Ivančic, v roce 1979 nastoupil do Modřic a Moravan, kde se věnoval postupnému rozvoji a opravám kostelů a kaplí V roce 1990 působil v Rajhradě, Od roku 1992 působil ve farnosti v Telči, kde se věnoval obnově zvonů v kostele Matky Boží v Telči. V roce 2010 přešel do farnosti Horní Slatina, kde působil až do roku 2018, kdy náhle zemřel. Dne 8. prosince 2018 byl pohřben v Telči do kněžského hrobu.
V roce 2006 celebroval mši přenášenou přímým přenosem z kostela Matky Boží v Telči.